# Gehyra variegata
Espèce
Synonymes
- Hemidactylus variegatus Duméril & Bibron, 1836
- Peropus pusillus Cope, 1869
- Lepidodactylus pusillus (Cope, 1869)

Gehyra variegata est une espèce de geckos de la famille des Gekkonidae.

## Répartition
Cette espèce est endémique d'Australie. Elle se rencontre au Victoria, en Nouvelle-Galles du Sud, au Queensland, au Territoire du Nord, en Australie-Méridionale et  en Australie-Occidentale.

## Publication originale
- Duméril & Bibron, 1836 : Erpetologie Générale ou Histoire Naturelle Complète des Reptiles. Librairie Encyclopédique Roret, Paris, vol. 3, p. 1-517 (texte intégral).